# 神奈川県立スポーツセンター陸上競技場
神奈川県立スポーツセンター陸上競技場（かながわけんりつスポーツセンターりくじょうきょうぎじょう）は、神奈川県藤沢市にある陸上競技場で、第二種公認陸上競技場。神奈川県立スポーツセンター内に立地している。
かつては神奈川県内においてはメインスタジアムと言っても良いほどの使用頻度を誇ったが、Jリーグ開幕以後のスタジアムの建設、改修ラッシュにより、現在ではその任は終えたと言える。
土のセミトラック（補助競技場）がすぐ隣にあり、砂の色が赤い。

## 沿革
- 1962年（昭和37年）3月 - 第二種公認陸上競技場として開場する。
  - 7月 - 補助競技場が完成する。
- 1968年（昭和43年）7月 - 神奈川県立体育センターが設置される。
- 1970年（昭和45年）9月19日 - 9月20日 - 第18回全日本実業団対抗陸上競技選手権大会が開催される。

## 施設概要
- トラック（4,715.36 m2）
1周400m、8コース単心円、オールウエザー舗装
曲率半径36.306m、片側直走85m、3,000m障害水留1カ所
- フィールド（10,310.93 m2）
走高跳2面、槍投2面、砲丸投2面、円盤投2面、ハンマー投2面
- アウトフィールド（340.32 m2）
棒高跳2面、走幅跳2面、三段跳2面
- 収容人数：5,200人（座席数約4,000・メインスタンドのみ固定座席、他は芝生席）